# Line (film)
Line è un film del 1961, diretto da Nils-Reinhardt Christensen, con Margarete Robsahm. 